# Капустянська Наталія Григорівна
Капустянська Наталія Григорівна — київська журналістка, есеїст, громадська діячка, членкиня Національної спілки журналістів України (2006), членкиня Національної Ради Жінок України (2015). Заслужена журналістка України (Указ Президента України № 319/2013).
Літературний псевдонім Наталка Срібнянська.

## Життєпис
Наталка Капустянська народилася 12 січня 1963 року в с. Артеменків Срібнянського району Чернігівської області. Майже Полтавщина. Батько — Кириченко Григорій Кір'янович (1927—1998), підлітком був вивезений на примусові роботи до Німеччини. Мати — Кириченко Олександра Михайлівна (1921—2017), учасниця бойових дій у Другій світовій війні.
Вже у сьомому класі Наталка Капустянська почала дописувати до районної газети «Срібнянщина». У 1980 році закінчила Срібнянську середню школу.
У 1992 році закінчила Київський університет ім. Тараса Шевченка, факультет журналістики. У 2008 році — юридичний факультет Національного педагогічного університету ім. М. Драгоманова.
Від 1981 року живе в Києві.
Працювала у прес-службі Київської міської прокуратури, головним редактором журналу «Праця і Закон», начальником Видавничого відділу «Бюлетнь Міністерства юстиції України», директором Аналітичного центру правової інформації Видавничого Дому «Ін Юре», головним редактором газети «Солом'янка».
Наталія Капустянська — укладач низки нормативно-правових актів, зокрема:
- Зібрання законодавства України (1–4 т.)
- Міжнародні договори України
- Кодекс про адміністративні правопорушення з постатейними матеріалами
- Кодекс про працю з постатейними матеріалами (у співавторстві)

Редагувала журнали «Відновне правосуддя в Україні», «Судочинство і судоустрій», «Повітряне право».
Займалась дослідженням кандидатської на тему «Конституційне право особи на інформацію».

## Громадська діяльність
З 2015 року — прессекретар Голови Національної Ради Жінок України на громадських засадах.
Співзасновниця Міжнародного проєкт-конкурсу «Тарас Шевченко єднає народи»
Учасниця проєктів Національної Ради Жінок України «Жінки. Мир. Безпека» та із запобігання домашнього насильства.
Була учасницею Першої Міжнародної Асамблеї «Українка у світі», що проходив у м. Львові (31.08.2019-04.09.2019).

## Нагороди
- Заслужена журналістка України (2013 р.)[2]
- Почесний знак журналістики (2018 р.)
- Срібний орден Національної Ради Жінок України (2018 р.)
- Жінка року-журналіст (2018 р.) за версією МЖО «Жінки за мир у всьому світі» https://www.ukrmol.kiev.ua/2018/05/blog-post_17.html

- «Жінка року» за версією Спілки жінок м. Києва (2020)

## Творчість
Авторка трьох збірок есеїв:
- «35 рецептів щастя»
- «Гілочка жасмину»
- «Лариса Недін. У зоні досяжності».

7 жовтня 2020 року в київському театрі «Сузір'я» відбулась презентація книжки «Лариса Недін. У зоні досяжності» .
- У співавторстві з Іванною Щербиною, Оксаною Молчановою, Марією Шеремет, Гульнарою Кутибаєвою підготовлено краєзнавче видання «Там, де починається Солом’янка» (2021)[4][5].

### Публікації в газетах «Культура і життя»; «Україна молода»
- «Крапля роси» Венери Сабірової [Текст]: [інтерв'ю з укр. художницею Венерою Сабіровою / спілкувалася Наталка Капустянська] // Культура і життя. — 2020. — № 13. — 10 липня. — С. 16.
- Мелодії Олександра Бурміцького [Текст]: [інтерв'ю з укр. композитором Олександром Бурміцьким / спілкувалася Наталка Капустянська] // Культура і життя. — 2020. — № 13. — 10 липня. — С. 14, 15.
- «Веселковий дивосвіт» Світлани Садовенко [Текст]: [інтерв'ю з заслуженою діячкою мистецтв Світланою Садовенко / спілкувалася Наталка Капустянська] // Культура і життя. — 2020. — № 12. — 26 червня. — С. 14, 15.
- «Дівочий сон» Наталії Шевченко [Текст]: [інтерв'ю з укр. співачкою Наталією Шевченко / спілкувалася Наталка Капустянська] // Культура і життя. — 2020. — № 10. — 29 травня. — С. 4.
- Світ музики Марії Ліпінської [Текст]: [інтерв'ю з заслуженою артисткою України Марією Ліпінською / спілкувалася Наталка Капустянська] // Культура і життя. — 2020. — № 10. — 29 травня. — С. 14.
- Палітра Цезарія Ганушкевича [Текст]: [інтерв'ю з укр. художником Цезарієм Ганушкевичем / спілкувалася Наталка Капустянська] // Культура і життя. — 2020. — № 9. — 15 травня. — С. 16.
- Дорогами батька [Текст]: до 130-річчя з дня народження Кирила Осьмака / розмова з Наталією Осьмак // Культура і життя. — 2020. — № 9. — 15 травня. — С. 6–7.
- Надія Красоткіна: «З Україною в серці» [Текст]: [інтерв'ю з укр. письменницею Надією Красоткіною / спілкувалася Наталка Капустянська] // Культура і життя. — 2020. — № 7. — 10 квітня. — С. 10.
- Любисток Олени Білоконь [Текст]: [інтерв'ю з заслуженою артисткою України Оленою Білоконь / спілкувалася Наталка Капустянська] // Культура і життя. — 2020. — № 7. — 10 квітня. — С. 5.
- «Біла хата» Ярослава Гавюка [Текст]: [інтерв'ю з заслуженим артистом України Ярославом Гавюком / спілкувалася Наталка Капустянська] // Культура і життя. — 2020. — № 6. — 27 березня. — С. 12, 13.
- Український світ В'ячеслава Купрієнка [Текст]: [інтерв'ю з укр. письменником, бардом В'ячеславом Купрієнком / спілкувалась Наталка Капустянська] // Культура і життя. — 2020. — № 5. — 13 березня. — С. 5.
- У сонцесяйність з Ларисою Недін [Текст]: [інтерв'ю з укр. актрисою, педагогом, укр. письменницею Ларисою Недін / спілкувалась Наталка Капустянська] // Культура і життя. — 2020. — № 4. — 28 лютого. — С. 10, 11.
- «Тінь сонця» Сергія Василюка [Текст]: [інтерв'ю з засновником гурту Сергієм Василюком / спілкувалась Наталка Капустянська] // Культура і життя. — 2020. — № 4. — 28 лютого. — С. 7.
- Тетяна Яровицина: «Я наповнюю свій світ книжками…» [Текст]: [інтерв'ю з укр. поетесою Тетяною Яровициною / спілкувалася Наталка Капустянська] // Культура і життя. — 2020. — № 1. — 17 січня. — С. 10, 11.
- Олександр Козинець: «Музика лікує, надихає й навіть омолоджує…» [Текст]: [інтерв'ю із укр. письменником, музикантом Олександром Козинцем / спілкувалася Наталка Капустянська] // Культура і життя. — 2019. — № 44–52. — листопад-грудень — С. 7.
- «Ранкове мереживо» Юлії Манойленко [Текст]: [інтерв'ю з укр. письменницею Юлією Манойленко / спілкувалася Наталка Капустянська] // Культура і життя. — 2019. — № 44–52. — листопад-грудень. — С. 26.
- Родинна сага Наталії Гурницької [Текст]: [інтерв'ю з укр. письменницею Наталією Гурницькою / спілкувалася Наталка Капустянська] // Культура і життя. — 2019. — № 40–43. — жовтень. — С. 6.
- Поезія доріг Тані-Марії Литвинюк [Текст]: [інтерв'ю з укр. письменницею Танею-Марією Литвинюк / спілкувалася Наталка Капустянська] // Культура і життя. — 2019. — № 25–26. — 27 червня. — С. 5.
- Добрик подорожує з Тетяною Винник [Текст]: [інтерв'ю з укр. письменницею Тетяною Винник / спілкувалася Наталка Капустянська] // Культура і життя. — 2019. — № 23–24. — 14 червня. — С. 8.
- «Любов'ю слова» Галини Рибачук-Прач [Текст]: [інтерв'ю з укр. письменницею Галиною Рибачук-Прач / спілкувалася Наталка Капустянська] // Культура і життя. — 2019. — № 1–4. — січень. — С. 9.
- Я хочу сколихнути світ [Текст]: [інтерв'ю з укр. поетесою Мілою Кирилюк / спілкувалася Наталка Капустянська] // Культура і життя. — 2019. — № 9–13. — березень. — С. 7.
- Пізнавати Шевченко [Текст]: [інтерв'ю з головою оргкомітету Міжнар. проєкт-конкурсу «Тарас Шевченко єднає народи», народною артисткою України Галиною Яблонською / спілкувалася Наталія Капустянська] // Слово Просвіти. — 2019. — № 33. — 15–21 серпня. — С. 7.
- Галина Яблонська: «Пізнавати Тараса Шевченка — то все одно, що підійматися на неосяжну високу гору» [Текст]: [інтерв'ю з народною артисткою України Галиною Яблонською / спілкувалася Наталка Капустянська] // Культура і життя. — 2019. — 30 серпня. № 34–35. — С. 12–13.
- Віршотерапевтична поезія Оксани Рибась [Текст]: [інтерв'ю з укр. письменницею Оксаною Рибась / спілкувалася Наталка Капустянська] // Культура і життя. — 2019. — № 5–8. — лютий. — С. 18.
- Василь Тибель: «Я виписав своє неповторне Полісся, посипане бурштином» [Текст]: [інтерв'ю з укр. письменником Василем Тибелем / спілкувалася Наталка Капустянська] // Україна молода. — 2019. — № 14. — 6 лютого.
- Творчий дует Тимур та Олена Литовченки: «найголовніше робоче місце — це мозок письменника» [Текст]: [інтерв'ю з укр. письменниками Тимуром та Оленою Литовченками / спілкувалася Наталка Капустянська] // Україна молода. — 2019. — № 9. — 25 січня.
- Ірен Роздобудько презентувала роман про вбитого агентом ЧК композитора Миколу Леонтовича [Текст]: [інтерв'ю з укр. письменницею Іреною Роздобудько / спілкувалася Наталка Капустянська] // Україна молода. — 2018. — № 141. — 28 грудня.
- Письменниця Міла Іванцова: «Нічого містичного у тому, що філолог став письменником» [Текст]: [інтерв'ю з укр. письменницею Мілою Іванцовою / спілкувалася Наталка Капустянська] // Україна молода. — 2018. — № 140. — 21 грудня.
- Дитяча письменниця Леся Пронь: «Мамині колискові — це магічний код» [Текст]: [інтерв'ю з укр. письменницею Лесею Пронь / спілкувалася Наталка Капустянська] // Україна молода. — 2018. — № 116. — 26 жовтня.
- Дитяча письменниця Леся Воронина: «Примусовим читанням просто викликати відразу» [Текст]: [інтерв'ю з укр. письменницею Лесею Ворониною / спілкувалася Наталка Капустянська] // Україна молода. — 2018. — № 100 — 14 вересня.
- На «перехресті доріг» Вікторії Осташ [Текст]: [інтерв'ю з укр. письменницею Вікторією Осташ / спілкувалася Наталка Капустянська] // Культура і життя. — 2018. — № 45. — 9 листопада. — С. 14, 15.
- Казкові посиденьки з Віталією Савченко [Текст]: [інтерв'ю з укр. письменницею Віталією Савченко / спілкувалася Наталка Капустянська] // Культура і життя. — 2018. — № 44. — 2 листопада. — С. 16.
- Леся Подгурська: «Краса природи в каменях…» [Текст]: [інтерв'ю з укр. майстринею Лесею Подгурською / спілкувалася Наталка Капустянська] // Культура і життя. — 2018. — № 40. — 5 жовтня. — С. 9.
- Музика повсті Вікторії Галамаги [Текст]: [інтерв'ю з укр. майстринею Вікторією Галамагою / спілкувалася Наталка Капустянська] // Культура і життя. — 2018. — № 41. — 12 жовтня. — С. 9.
- Юлія Бережко-Камінська: «Поезія — це камертон, який налаштовує на інше звучання» [Текст]: [інтерв'ю з укр. письменницею та журналісткою Юлією Бережко-Камінською / спілкувалася Наталка Капустянська] // Культура і життя. — 2018. — № 35. — 31 серпня. — С. 10, 11.
- «Сузір'я» талантів Лариси Недін [Текст] / Н. Капустянська // Культура і життя. — 2018. — № 22. — 1 червня. — С. 8.
- Берегині Валентини Мірошник [Текст]: [інтерв'ю з укр. майстринею Валентиною Мірошник / спілкувалася Наталка Капустянська] // Культура і життя. — 2018. — № 26. — 29 червня. — С. 9.
- Кольоровий поцілунок сонця [Текст]: [інтерв'ю з укр. майстринею Валентиною Ткач / спілкувалася Наталка Капустянська] // Культура і життя. — 2018. — № 19. — 11 травня. — С. 9.

Ольга Самар: «У малярстві, як і в музиці, є своє форте, легато, стаккато» [Текст]: [інтерв'ю з укр. художницею Ольгою Самар / спілкувалася Наталка Капустянська] // Культура і життя. — 2018. — № 17. — 27 квітня. — С. 13.
- Озеро Радослави Квітки [Текст]: [про творчий вечір укр. письменниці, поета-пісняра Світлани Кас'яненко / Наталка Капустянська] // Культура і життя. — 2018. — 8 червня. — С. 11.
- Людмила Ященко-Салюта: «Хустку вишила матуся» співаю, як псалм [Текст]: [інтерв'ю з укр. співачкою, композитором Людмилою Ященко-Салютою / спілкувалася Наталка Капустянська] // Україна молода. — 2018. — № 71. — 04 липня.
- Олександр Козинець: «Я звик шукати натхнення в людях, природі, деталях» [Текст]: [інтерв'ю з укр. письменником, педагогом Олександром Козинцем / спілкувалася Наталка Капустянська] // Україна молода. — 2018. — № 67. — 22 червня.
- Дитяча письменниця Віталія Савченко: «Дива завжди є там, де у них вірять» [Текст]: [інтерв'ю з укр. письменницею Віталією Савченко / спілкувалася Наталка Капустянська] // Україна молода. — 2018. — № 60. — 06 червня.
- Писати — читати — допомагати: історії для особливих дітей від казкарки Олени Осмоловської [Текст]: [інтерв'ю з укр. письменницею Оленою Осмоловською / спілкувалася Наталка Капустянська] // Україна молода. — 2018. — № 44. — 20 квітня.
- Авторка циклу «Ангели Чорнобиля»: «це душі тих, хто нас захистив, душі тих, хто вже пішов» [Текст]: [інтерв'ю з укр. письменницею, художницею Надією Василенко-Коров'янською / спілкувалася Наталка Капустянська] // Україна молода. — 2018. — № 39. — 6 квітня.
- Письменниця і сценарист Світлана Конощук: «Для мене театр та кіномистецтво — то якесь чародій¬ство» [Текст]: [інтерв'ю з укр. письменницею Світланою Конощук (Лана Ра) / спілкувалася Наталка Капустянська] // Україна молода. — 2018. — № 36. — 30 березня.
- «Я закохалася»: про магічні слова і смисли у творчості письменниці Марії Морозенко [Текст]: [інтерв'ю з укр. письменницею Марією Морозенко / спілкувалася Наталка Капустянська] // Україна молода. — 2018. — № 19 — 16 лютого.
- Письменниця Оксана Кротюк: «Дітям довіряю більше, ніж дорослим» [Текст]: [інтерв'ю з укр. письменницею Оксаною Кротюк / спілкувалася Наталка Капустянська] // Україна молода. — 2018. — № 16. — 9 лютого.
- Валентина Матюшенко: виконуємо твори, які не знайдете в афішах [Текст]: [інтерв'ю із заслуженою артисткою України Валентиною Матюшенко / спілкувалася Наталка Капустянська] // Україна молода. — 2018. — № 4. — 12 січня.
- Хмельничанка Ніна Гончарук вишиває у форматі 3D, який запатентувала [Текст]: [інтерв'ю з укр. майстринею Ніною Гончарук / спілкувалася Наталка Капустянська] // Україна молода. — 2018. — № 11. — 30 січня.
- Порцелянова петриківка: чим вражають заквітчані художником Олександром Опарієм тарелі [Текст]: [інтерв'ю з художником Олександром Опарієм / спілкувалася Наталка Капустянська] // Україна молода. — 2017. — № 150. — 15 грудня.
- Лучанка Юлія Богданова зробила найбільшу на Волині ляльку-мотанку [Текст]: [інтерв'ю з укр. майстринею Юлією Богдановою / спілкувалася Наталка Капустянська] // Україна молода. — 2017. — № 133. — 7 листопада.
- Килими — витвори мистецтва: відома майстриня розповіла про свої неймовірні роботи [Текст]: [інтерв'ю з укр. майстринею Валентиною Ткач / спілкувалася Наталка Капустянська] / Україна молода. — 2017. — № 118. — 3 жовтня.
- Художниця Венера Сабірова: «Гармонія природи — це саме те, що мене надихає» [Текст]: [інтерв'ю з укр. художницею Венерою Сабіровою / спілкувалася Наталка Капустянська] // Україна молода. — 2017. — №. 104. — 30 серпня.
- Оперна співачка Ірина Персанова: «Пізніше зрозуміла, що Анатолію Солов'яненку хотіли „насолити“ [Текст]: [інтерв'ю з укр. співачкою Іриною Персановою / спілкувалася Наталка Капустянська] // Україна молода. — 2017. — № 94. — 04 серпня.
- Андрій Кокотюха: життя пересічного українця змінить мін культ [Текст]: [інтерв'ю з укр. письменником Андрієм Кокотюхою / спілкувалася Наталка Капустянська] // Україна молода. — 2017. — № 92. — 1 серпня.
- Сім нот людини-оркестра: як Іван Пустовий навчився грати на 30 музичних інструментах [Текст]: [інтерв'ю з укр. композитором Іваном Пустовим / спілкувалася Наталка Капустянська] // Україна молода. — 2017. — № 89. — 25 липня.
- Оперна співачка Руслана Якобінчук: „Я завжди уявляла себе співачкою“ [Текст]: [інтерв'ю з укр. співачкою Русланою Якобінчук / спілкувалася Наталка Срібнянська] // Україна молода. — 2017. — № 89. — 131.
- Співачка Наталія Шелепницька: „Голос треба тренувати щодня“ [Текст]: [інтерв'ю з укр. співачкою Наталією Шелепницькою / спілкувалася Наталка Капустянська] // Україна молода. — 2017. — № 61. — 23 травня.
- Письменниця Оксана Кузів: „Героїв своїх книг знаю особисто“ [Текст]: [інтерв'ю з укр. письменницею Оксаною Кузів / спілкувалася Наталка Капустянська] // Україна молода. — 2017. — № 50. — 25 квітня.
- Вінницька композиторка Ольга Янушкевич: „Надскладно для дорослого піднятись до рівня дитини“ [Текст]: [інтерв'ю з укр. композиторкою Ольгою Янушкевич / спілкувалася Наталка Капустянська] // Україна молода. — 2017. — № 47. — 19 квітня.
- Заслужена артистка України Олена Білоконь: „В українській пісні — генетичний код нашого народу“ [Текст]: [інтерв'ю з заслуженою артисткою України Оленою Білоконь / спілкувалася Наталка Капустянська] // Україна молода. — 2017. — № 46. — 14 квітня.
- Валентина Бердник-Сокоринська: „На оберiг намотуються бажання“ [Текст]: [інтерв'ю з укр. майстринею Валентиною Бердник-Сокоринською / спілкувалася Наталка Капустянська] // Україна молода. — 2017. — № 29. — 03 березня.
- Добродійка Джінні поспішає у ваше місто: фізик Євгенія Пірог пише казки і допомагає дітям [Текст]: [інтерв'ю з укр. письменницею Євгенією Пірог / спілкувалася Наталка Капустянська] // Україна молода. — 2017. — № 24. — 23 лютого.
- У Києві показали виставу про славнозвісну співачку Квітку Цісик [Текст]: [про прем'єра вистави „Я — Квітка“ Тетяни Череп-Пероганич / Наталка Капустянська] // Україна молода. — 2017. — № 131. — 1 листопада.
- Вінки і пісні — обереги: історія неймовірної українки Зої Ружин [Текст]: [інтерв'ю з укр. письменницею Зоєю Ружин / спілкувалася Наталка Капустянська] // Україна молода. — 2017. — № 108. — 8 вересня.
- „Мій перший художній фільм став довженківським“ [Текст]: [інтерв'ю з укр. режисером В'ячеславом Бігуном / спілкувалася Наталка Капустянська] // Україна молода. — 2017. — № 32. — 14 березня.
- Марія Морозенко: Івана Сірка шанували, а часом і боялися гетьмани [Текст]: [інтерв'ю з укр. письменницею Марією Морозенко / спілкувалася Наталка Капустянська] // Україна молода. — 2017. — № 15. — 3 лютого.
- „Золотий письменник України“ Ганна Чубач: зараз навмисне культивують бездумність — так легше керувати [Текст]: [інтерв'ю з укр. письменницею Ганною Чубач / спілкувалася Наталка Капустянська] // Україна молода. — 2017. — № 3. — 11 січня.
- „Петриківка“ в під'їзді — у подарунок» [Текст]: [інтерв'ю з укр. художницею петриківського розпису Вікторією Тимошенко / спілкувалася Наталка Капустянська] // Україна молода. — 2017. — № 18. — 10 лютого.
- Намалювала казковий Париж дітям: художниця Ольга Адам надає кольору бібліотекам і лікарням [Текст]: [інтерв'ю з укр. художницею Ольгою Адам / спілкувалася Наталка Капустянська] // Україна молода. — 2017. — № 14. — 1 лютого.
- Тетяна Сидоренко: «У цій провінції добре пишеться» [Текст]: [інтерв'ю з укр. письменницею Тетяною Сидоренко / спілкувалася Наталка Капустянська] // Україна молода. — 2017. — № 9. — 24 січня.
- Наталка Поклад: «І знову б'ю у свого втомленого дзвона…» [Текст]: [інтерв'ю з укр. письменницею Наталією Поклад / спілкувалася Наталка Капустянська] // Україна молода. — 2017. — № 8. — 20 січня.
- Співак Фемій Мустафаєв: «Я хочу, щоб українці нарешті пробудилися» [Текст]: [інтерв'ю з укр. співаком Фемієм Мустафаєвим / спілкувалася Наталка Капустянська] // Україна молода. — 2017. — № 2. — 5 січня.
- Письменниця Світлана Кас'яненко: теплі відгуки — то золоті відсотки [Текст]: [інтерв'ю з укр. письменницею Світланою Кас'яненко / спілкувалася Наталка Капустянська] // Україна молода. — 2016. — № 162. — 16 грудня.
- «Львів. Кава. Любов»: роман, натхненний мемуарами про дідуся та бабусю Андрея Шептицького [Текст]: [інтерв'ю з укр. письменницею Наталію Гурницькою / спілкувалася Наталка Капустянська] // Україна молода. — 2016. — № 160. — 14 грудня.
- Письменниця Анна Багряна: коли Крушельницька була малою… [Текст]: [інтерв'ю з укр. письменницею, перекладачкою Анною Багряною / спілкувалася Наталка Капустянська] // Україна молода. — 2016. — № 157. — 8 грудня.
- Етнофентезі Карпат: фотохудожник Руслан Трач — про символізм прадавніх звичаїв та сучасності [Текст]: [інтерв'ю з Русланом Трачем / спілкувалася Наталка Капустянська] // Україна молода. — 2016. — № 151. — 25 листопада.
- Колекціонерка старих українських хусток: за кожною хусткою — життя жінки [Текст]: [інтерв'ю з Людмилою Грабовенко / спілкувалася Наталка Капустянська] // Україна молода. — 2016. — № 150. — 24 листопада.
- Ольга Верменич: каліграфія — це не тільки красиве письмо, а ще й емоція [Текст]: [інтерв'ю з укр. Художницею Ольгою Верменич / спілкувалася Наталка Капустянська] // Україна молода. — 2017. — № 144. — 1 грудня.
- Світлани Мирвода: «Бандура — це моє єство» [Текст]: [інтерв'ю з укр. співачкою Світланою Мирводою / спілкувалася Наталка Капустянська] // Україна молода. — 2016. — № 143. — 10 листопада.
- Письменниця Боісіда: «Сюжети творів приходять до мене уві сні» [Текст]: [інтерв'ю з укр. письменницею Боісідою / спілкувалася Наталка Капустянська] // Україна молода. — 2016. — № 139. — 2 листопада.
- Акторка стрічки «осінні спогади» Галина Яблонська: російськомовними фільмами не цікавлюся [Текст]: [інтерв'ю з народною артисткою України Галиною Яблонською / спілкувалася Наталка Капустянська] // Україна молода. — 2016. — № 132. — 19 жовтня.